# Astropyga radiata
Astropyga radiata is een zee-egel uit de familie Diadematidae.
De wetenschappelijke naam van de soort werd in 1778 gepubliceerd door Nathanael Gottfried Leske.

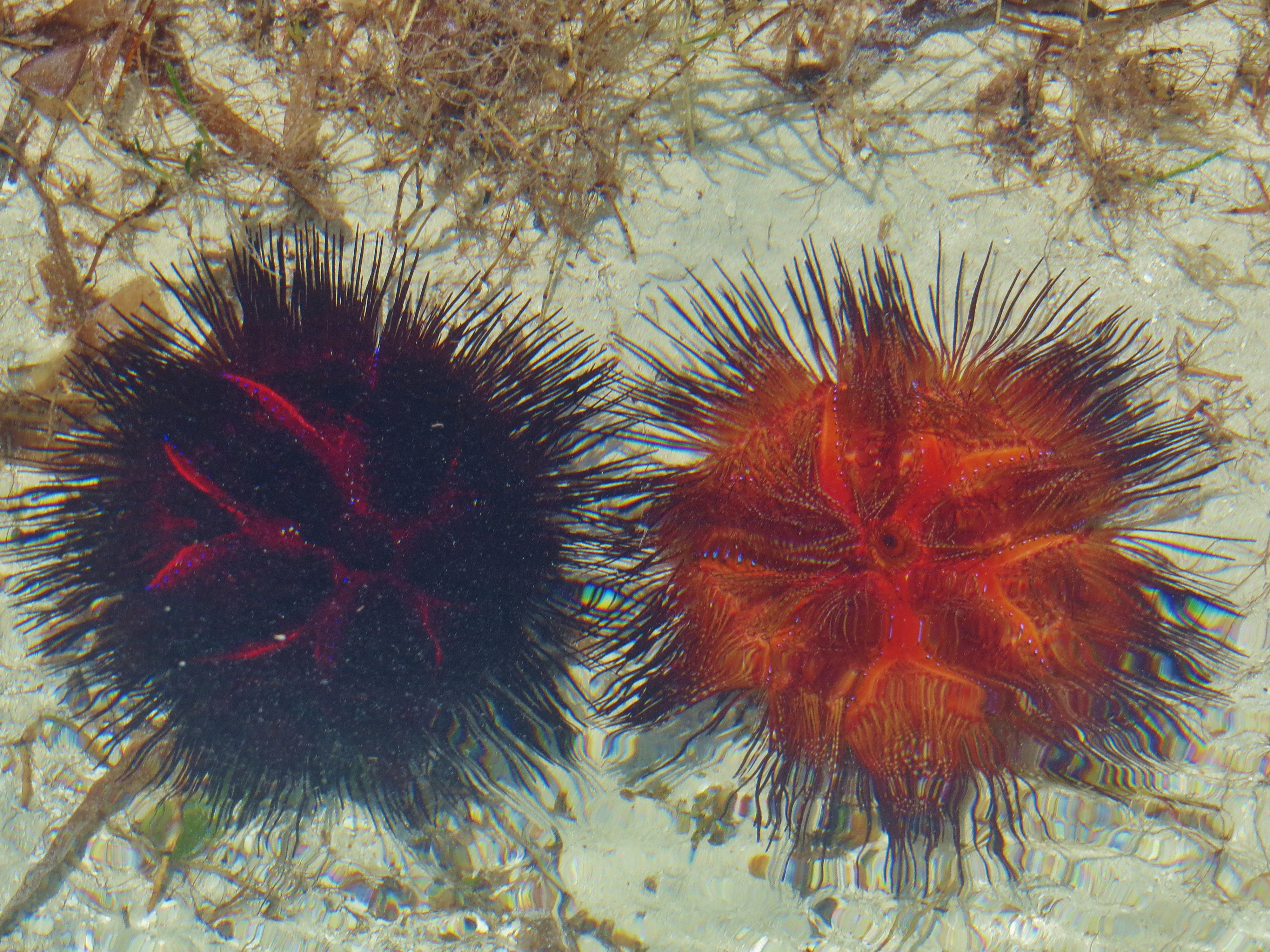
Rode en zwarte vorm in Kenia.
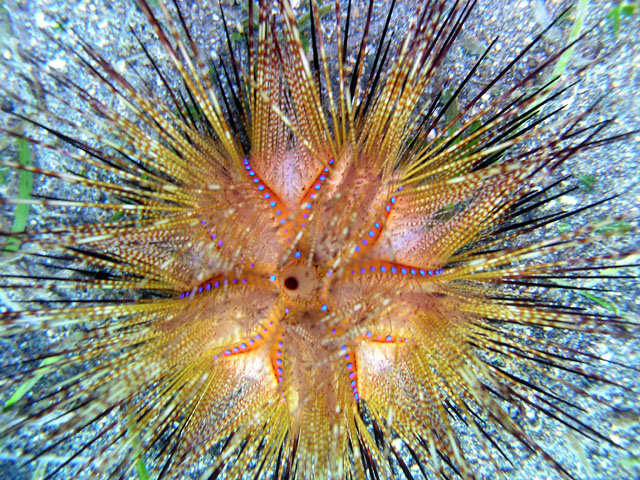
Een lichtgekleurde soort in de Filipijnen.
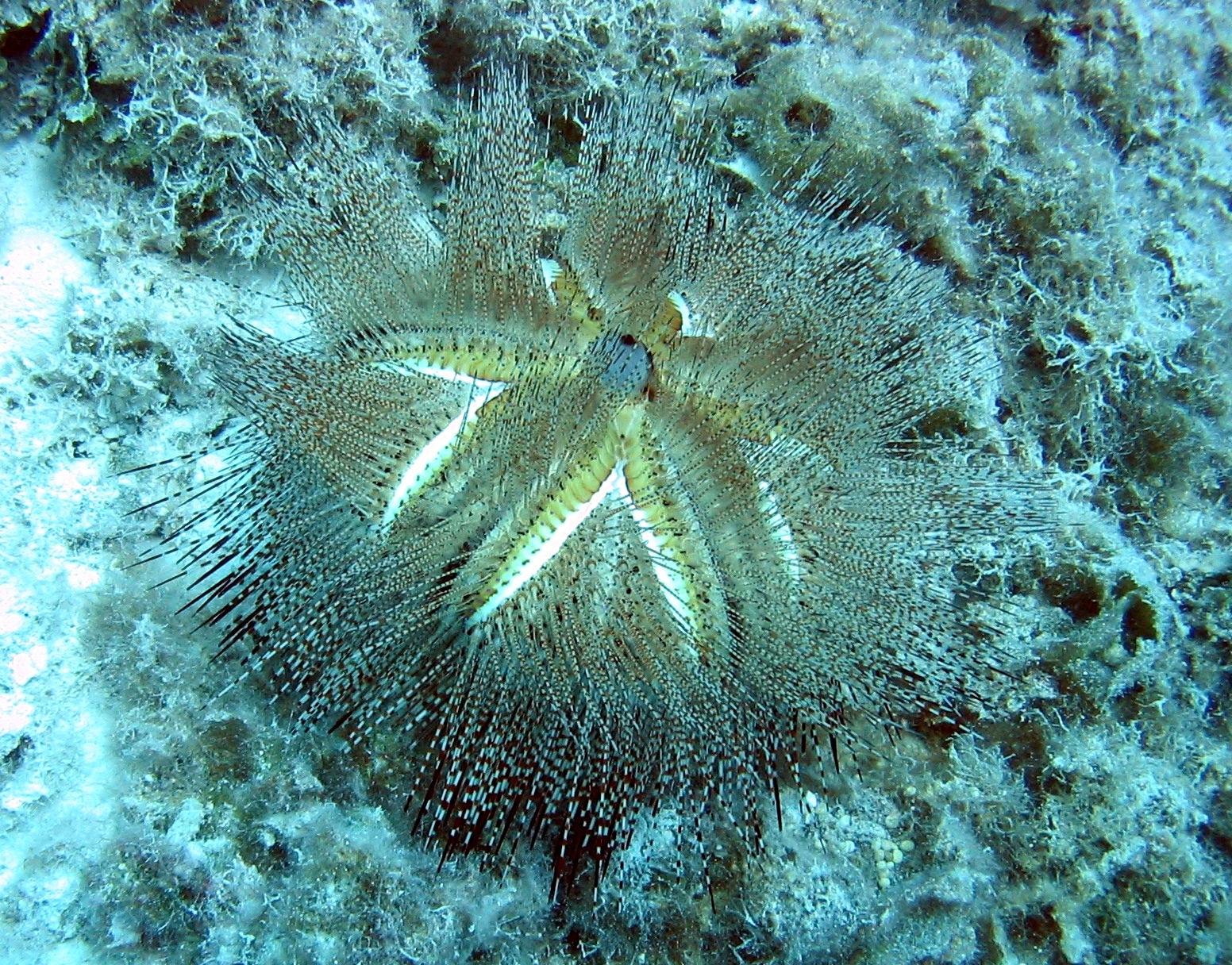
Een zeldzame witte soort in Hawaï.
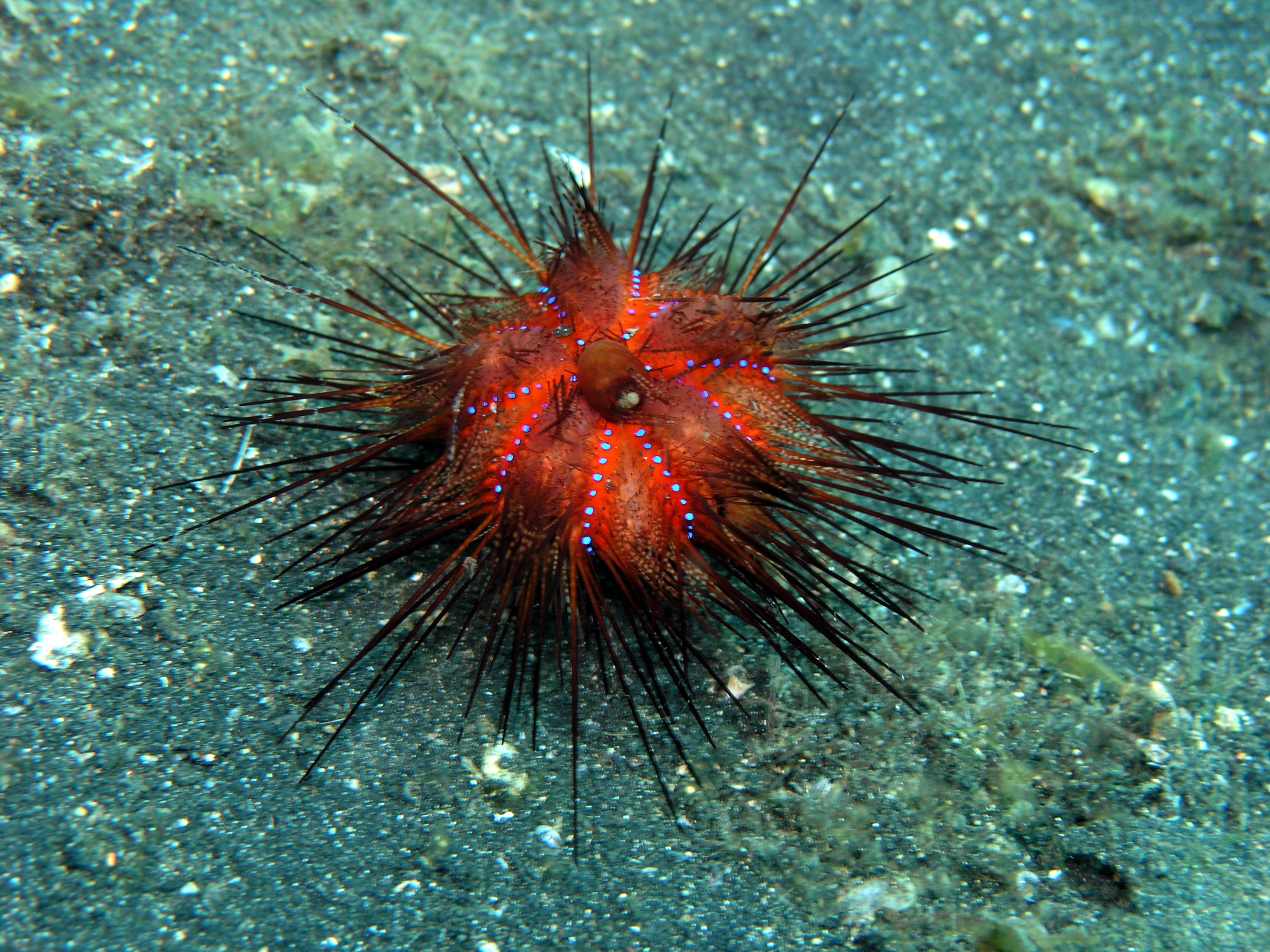
Een jonge soort in Indonesië.